# Michaela Hlaváčková
Michaela Hlaváčková (* 1989) je slovenská supermodelka a Kenvelo Elite Model Look Slovakia 2004. Její dědeček byl herec Oldo Hlaváček.
Vystudovala Gymnázium u. Ladislava Sáru v Bratislavě.
Když jí bylo 15 let, přihlásila jí máma s babičkou do slovenského národního finále soutěže Elite Model Look, kterou ona vyhrála a stala se Kenvelo Elite Model Look Slovakia 2004.
V únoru 2011 se ocitla v světovém žebříčku TOP 50 světových modelek.